# Alberto Olivero
Alberto Olivero (Torino, 22 novembre 1959) è un doppiatore e attore teatrale italiano, noto principalmente per essere stato il doppiatore italiano del personaggio di Piccolo (Junior) da adulto per conto di Mediaset fino al suo ritiro dalle scene nel 2016.

## Biografia
Inizia la carriera di attore negli anni ottanta, recitando in alcuni film e fiction televisive e a teatro con la compagnia del TAG Teatro di Mestre prima e con quella del Teatro Stabile di Torino poi; nello stesso periodo lavora anche in radio, partecipando a radiodrammi e letture presso la sede Rai di Torino e la RTSI. Negli anni novanta inizia a doppiare piccoli ruoli in vari film e anime. Il ruolo che lo ha reso famoso arriva nel 1996, presso la Merak Film: infatti viene scelto da Paolo Torrisi come voce del personaggio di Piccolo in Dragon Ball.
Dopo circa 13 anni, nel 2016, torna a doppiare Piccolo in Dragon Ball Super ma solo nei primi 27 episodi; il giorno prima della messa in onda, infatti, annuncia il ritiro dalla professione per motivi di salute, venendo sostituito nel resto della serie da Luca Ghignone. Ha doppiato anche in ambito videoludico, è suo infatti il ruolo di Cole MacGrath, protagonista dei primi due Infamous e di Gabriel "Gabe" Logan della serie di Syphon Filter.
Olivero ha lavorato anche come direttore del doppiaggio, e ha collaborato per alcuni anni con lo Studio ASCI (dove ha svolto la funzione di direttore artistico) e con la Vision. Fino al 2004 ha fatto parte del consiglio direttivo dell'ADAP, dando voce a vari spot televisivi.

## Filmografia
- Passione d'amore, regia di Ettore Scola (1981)
- Viaggio a Goldonia, regia di Ugo Gregoretti – miniserie TV (1982)
- La medicina conquistata, regia di Alberto Chiantaretto – miniserie TV (1987)
- Passioni – serial TV, 1 episodio (1989)
- Corsa in discesa, regia di Corrado Franco (1989)
- Casa Vianello – serie TV, episodio 2x32 (1991)
- La stella del parco – serie TV (1991)

## Teatro
- Tragedia. TAG Teatro di Mestre (1981)
- Il falso Magnifico, regia di Carlo Boso. TAG Teatro di Mestre (1982)[3]
- L'assedio della Serenissima, regia di Carlo Boso. TAG Teatro di Mestre (1983)[4]
- Marinetti & C. (conferenza-spettacolo). TAG Teatro di Mestre (1983)
- Il re cervo, di Carlo Gozzi, regia di Carlo Boso. TAG Teatro di Mestre (1985)
- Lo Psicodramma della Moreno (che tutti sanno chi è), regia di Ottavio Rosati. Teatro Stabile di Torino (1986)
- Il critico, ovverosia Le prove di una tragedia, di Richard Brinsley Sheridan, regia di Ugo Gregoretti. Teatro Stabile di Torino (1987)[5]

## Doppiaggio

### Film
- Denis Lavant in Holy Motors
- Albert Dupontel in Président
- Michael York in 2012 - L'avvento del male
- Ron Perlman in Devil's Tomb - A caccia del diavolo
- Al Sapienza in Dolan's Cadillac
- Pierre Gruno in The Raid - Redenzione
- Michael Madsen in The Lab
- Richard Benjamin in Marci X
- Leland Orser in Homeland Security - A difesa della nazione
- Val Kilmer in Masked and Anonymous
- David Mickey Evans in Il ritorno dei ragazzi vincenti
- Bob Gunton in Judas
- Ian Roberts in Red Dust
- James Mason in È nata una stella (doppiaggio scene inedite)
- Atsuro Watabe in Three Extremes

### Serie televisive
- Kaoru Shinoda in Winspector

### Film d'animazione
- Piccolo nei ridoppiaggi di Dragon Ball Z - La vendetta divina, Dragon Ball Z - Il più forte del mondo, Dragon Ball Z - La grande battaglia per il destino del mondo, Dragon Ball Z - La sfida dei guerrieri invincibili, Dragon Ball Z - Il destino dei Saiyan, Dragon Ball Z - L'invasione di Neo Namek, Dragon Ball Z - La storia di Trunks, Dragon Ball Z - I tre Super Saiyan, Dragon Ball Z - Il Super Saiyan della leggenda e Dragon Ball Z - La minaccia del demone malvagio
- Detective Shiba in Detective Conan - Solo nei suoi occhi
- Gin in Detective Conan - Trappola di cristallo
- Bigalo in One Piece - Trappola mortale
- Maestro Xin in The Little Panda Fighter
- Asahichi in Harmagedon - La guerra contro Genma
- Sakovice in Time Bokan - Le macchine del tempo
- Gregory Belson in Batman & Mr. Freeze: SubZero
- Telecronista in Yu-Gi-Oh! - Il film
- King in Scooby-Doo e la leggenda del vampiro
- Cocchiere in L'incredibile avventura del Principe Schiaccianoci
- Eugenio il genio in Alla ricerca di Babbo Natale
- Vesuvio e Brigantino in Capitan Sciabola
- Rodo in Pinocchio 3000
- Paco in Scooby-Doo e il terrore del Messico
- Bisnonno di Lamù in Lamù - Boy Meets Girl: Un ragazzo, una ragazza
- Abujin in Doraemon - The Movie: Le mille e una notte

### Serie animate
- Piccolo in Dragon Ball, Dragon Ball Z, Dragon Ball GT e Dragon Ball Super (ep. 1-27)
- Gin (3ª voce), Vodka (4ª voce), Pisco (1° voce) in Detective Conan
- Chess, Narratore (3ª voce), Ohm, marine e Toto in One Piece
- Aldon in Un complotto tra le onde del mare
- Voce narrante in Zoids
- Onji/Suzuki in Yu degli spettri
- Signor fattore in Galline alla riscossa
- Billo in Cubeez
- Ippo in Gnoufs
- Krug, Alfredo, Lodovico e Odoardo in Lupo Alberto
- Dottor Jensen in Fiocchi di cotone per Jeanie
- Maggiordomo in Papà Gambalunga
- Arbitro del torneo in La coppa dei dragoni
- Padre Karasu in Una miss scacciafantasmi
- Ambrogio in Let's & Go - Sulle ali di un turbo
- Tecnico numero 1 in Webdiver
- Soichiro in Wedding Peach DX
- Hyuga in Super Atragon
- Zenon in Il pazzo mondo di Go Nagai
- Padre di Melody in Magica Doremì
- Kiccho Fukuda in Slam Dunk
- Matsunaga Hisahide in Sengoku Basara
- Il Preside in Lamù
- Boss in Hyper Doll

### Telenovelas
- Flavio Caballero in Dolce Valentina

### Videogiochi
- Albert, Klaus Von Straupzig e Silvan in Dragon Lore: The Legend Begins[6] (1994)
- Avvocato Ubergrau in Gabriel Knight 2: The Beast Within[7] (1995)
- Soldati in Hogs of War[8] (2000)
- Son Breval in  Louvre: la maledizione finale (2000)
- Guerriero in Jak and Daxter: The Precursor Legacy[9] (2001)
- Gabe Logan in Syphon Filter 2 (2000), Syphon Filter 3 (2001), Syphon Filter: Omega Strain (2004), Syphon Filter: Dark Mirror (2006)
- Ortiern, Guardie umane e Prete in Arx Fatalis[10] (2002)
- C.le Martin in Call of Duty (2003)[11]
- Roger Jenkins in Hidden & Dangerous 2 (2003)
- Kain in Legacy of Kain: Defiance (2003)
- Enrico il Navigatore in Age of Empires III: Age of Discovery (2004)
- Sergente Kelly in Doom 3[12] (2004)
- Chuck in Duel Masters[13] (2004)
- Padre di Low in Future Tactics - The Uprising[14] (2004)
- Voce narrante e s.ten. Leo McFadden in Men of Valor (2004)[15]
- Sergente Gruff in Halo 2[16] (2004)
- Sig. Poe in Lemony Snicket - Una serie di sfortunati eventi[17] (2004)
- Guardia in Shrek 2[18] (2004)
- Topini, Capra scontrosa e Principe Azzurro in Shrek 2[18] (2004)
- personaggi minori in Spider-Man 2[19] (2004)
- Maggiore Jason Richter in Act of War: Direct Action[20] (2005)
- Anthony Ramirez in Area 51[21] (2005)
- Signore dei Norreni e Nomade #1 in Black & White 2[22] (2005)
- Soldato Paver Semenov in Call of Duty 2[23] (2005)
- Garrett, Frank, Barney e Soldati in Fahrenheit[24] (2005)
- Alex in Madagascar[25] (2005)
- Goblin in Ultimate Spider-Man[26] (2005) Spider-Man: Amici o nemici[27] (2007)
- Brian Westhouse e Cittadini di Venezia in Dreamfall: The Longest Journey[28] (2006)
- RJ in La gang del bosco[29] (2006)
- Daegun in Neverwinter Nights 2 (2006)
- sao Sato in Red Steel (2006)
- Toro Farcito (e tutti gli altri personaggi) in Toro Farcito e La Maledizione Della Piramide (2006)
- Capitano David Raynes in F.E.A.R. Perseus Mandate[30] (2007)
- Retomoto in Kane & Lynch: Dead Men[31] (2007)
- Eskel in The Witcher (2007)
- Gabriel Roman in Uncharted: Drake's Fortune[32] (2007)
- George Goddon Haggard in Battlefield: Bad Company[33] (2008)
- Commissario Markov in Call of Duty: World at War[34] (2008)
- Presidente Howard T. Ackerman in Command & Conquer: Red Alert 3[35] (2008)
- Everett nel DLC "The Pitt" in Fallout 3 (2008)
- Henry Stillman in Resistance 2 (2008)[36]
- Guerriero Ombra in Sacred 2: Fallen Angel (2008)
- Ozzik Sturn in Star Wars: Il potere della Forza[37] (2008)
- Haggard in Battlefield: Bad Company[33] (2008), Battlefield: Bad Company 2[38] (2010)
- Voce narrante in LittleBigPlanet (2008), LittleBigPlanet (PSP) (2009), LittleBigPlanet 2 (2011), LittleBigPlanet Karting (2013)[39] e LittleBigPlanet 3 (2014)[40]
- Lord Richard Nortburgh in Anno 1404[41] (2009)
- Alexander Cust e Donald Fraser in Agatha Christie: The ABC Murders[42] (2009)
- Armand Bouchart in Assassin's Creed: Bloodlines[43] (2009)
- Francesco Salviati in Assassin's Creed II[44] (2009)
- Hank Reiss in Borderlands[45] (2009)
- Nikolai in Call of Duty: Modern Warfare 2 (2009)
- Rourke, Governatore e Akahando in Damnation[46] (2009)
- Wade in Deadly Creatures[47] (2009)
- Magnus Voller in Indiana Jones e il bastone dei re[48] (2009)
- Ruskin e Barter in Jak and Daxter: Una sfida senza confini[49] (2009)
- Skarner e Viktor in League of Legends (2009)
- Hugo Davies in Red Faction: Guerrilla  (2009)
- Luc e Padre Dennis in The Saboteur (2009)
- Cole McGrath in Infamous[50] (2009), Infamous 2[51] (2011) e Infamous: Festival of Blood (2011)
- Thomas Zhane in Alan Wake[52] (2010)
- Lev Kravchenko in Call of Duty: Black Ops[53] (2010)
- Ulthane e il narratore in Darksiders[54] (2010)
- Montague Hume in Fable III[55] (2010)
- Mida in God of War: Ghost of Sparta[56] (2010)
- Piritoo in God of War III[57] (2010)
- Khan in Metro 2033 (2010)
- Nikolai Demichev in Singularity (2010)
- Air Raid e Barricade in Transformers: War for Cybertron (2010)
- Sanders in Battlefield 3[58] (2011)
- Voce narrante in Forza Motorsport 4 (2011)
- Professor Zelssius, Big Albert, Pazzo e Signore della Notte in Hollywood Monsters 2[59] (2011)
- Brooks in Homefront[60] (2011)
- Mehrunes Dagon in Skyrim (2011)
- Caporale John Antioch e inquisitore Thrax in Warhammer 40.000: Space Marine[61] (2011)
- Il Signore delle Ossa in Darksiders II[62] (2012)
- Iben Fahd di Diablo III[63] (2012)
- Roland in Dishonored[64] (2012)
- Dottor Valentine in Hitman: Absolution (2012)
- Prothean Javik in Mass Effect 3 (2012)
- Cole e il narratore di SackBoy in PlayStation All-Stars Battle Royale (2012)
- Spectre in Resident Evil: Operation Raccoon City[65] (2012)
- Frank e Swifty/Sheldon in The Darkness II[66] (2012)
- Howard Branden in Batman: Arkham Origins[67] (2013)
- Doug Trent in Dead Rising 3[68] (2013)
- Personaggi vari in Killzone: Mercenary (2013)
- Cyrille LeParadox in Sly Cooper: Ladri nel Tempo (2013)
- Ethan in The Last of Us (2013)
- Louis-Joseph Gaultier de La Vérendrye in Assassin's Creed: Rogue[69] (2014)
- Olivier in Assassin's Creed: Unity[70] (2014)
- Ragnaros, Sicario di Corvolesto, Comandante spettrale, Invocatore del vuoto e Cliente torvo in Hearthstone[71] (2014)
- George Westhouse in Assassin's Creed: Syndicate (2015)
- Criminali in Batman: Arkham Knight (2015)
- Arturo, Rex Goodman e Vadim Bobrov in Fallout 4[72] (2015)
- Ragnaros in Heroes of the Storm[73] (2015)
- Scorpion in Mortal Kombat X (2015)
- Nomad Stanek in Deus Ex: Mankind Divided[74] (2016)
- Jay Garrick in Injustice 2 (2017)[75]
- Tutorial, Generale Arnold, Feldmarschall Rundstedt, Ammiraglio Yamamoto e Generale Chuikov in Axis & Allies[76] (2019)
- Protagonista in Guild Wars